# Henry W. Barry

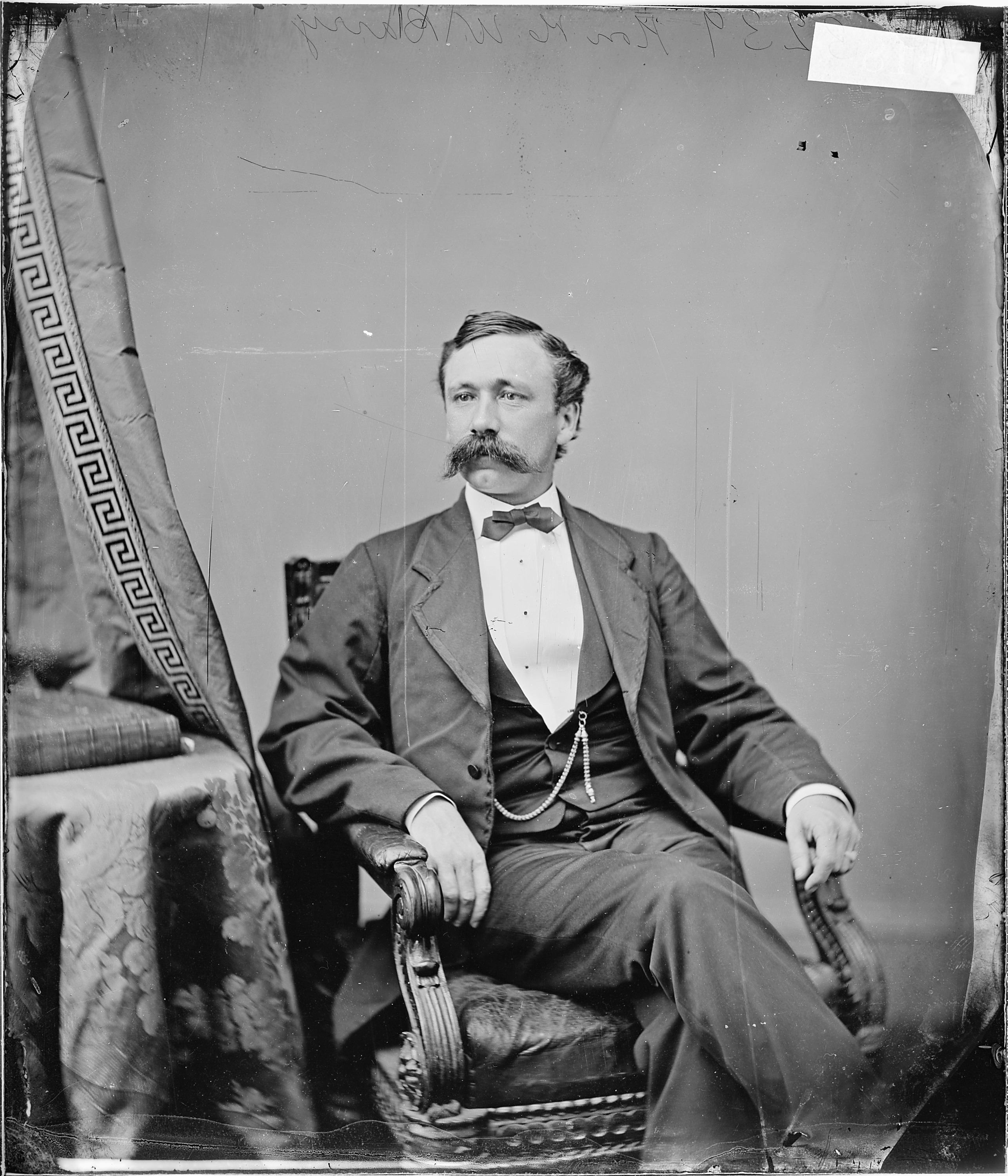
Henry W. Barry

Henry W. Barry (* April 1840 im Schoharie County, New York; † 7. Juni 1875 in Washington, D.C.) war ein US-amerikanischer Politiker. Zwischen 1870 und 1875 vertrat er den dritten Wahlbezirk des Bundesstaates Mississippi im US-Repräsentantenhaus.

## Werdegang
Henry Barry hat sich weitgehend das schulische Wissen selbst angeeignet und unterrichtete dann an der Locust Grove Academy in Kentucky. Während des Bürgerkrieges stieg er in der Armee der Union bis zum Brevet-Brigadegeneral auf. Er stellte 1861 in Kentucky ein Regiment mit afroamerikanischen Soldaten auf und befehligte auch im weiteren Kriegsverlauf zeitweise Einheiten, die aus Afroamerikanern bestanden.
Nach seinem Ausscheiden aus dem Militärdienst im Mai 1866 studierte Barry am Columbian College, der heutigen George Washington University, Jura. Nach seiner im Jahr 1867 erfolgten Zulassung als Rechtsanwalt begann er in Columbus (Mississippi) in seinem neuen Beruf zu arbeiten. Barry wurde Mitglied der Republikanischen Partei. Im Jahr 1867 war er Delegierter auf einer Versammlung zur Überarbeitung der Staatsverfassung von Mississippi; 1868 wurde er in den Senat des Staates gewählt.
Nach der Wiederaufnahme Mississippis in die Union im Jahr 1870 wurde Barry im dritten Distrikt des Staates in das US-Repräsentantenhaus in Washington gewählt. Dort nahm er den Sitz ein, den William Barksdale im Januar 1861 verlassen hatte. Nachdem er bei den folgenden Wahlen bestätigt wurde, konnte er zwischen dem 23. Februar 1870 und dem 3. März 1875 im Kongress verbleiben. Dort war er Vorsitzender des Ausschusses zur Kontrolle der Ausgaben des Postministeriums. Nach seinem Abschied aus dem Kongress verstarb Barry bereits im Juni desselben Jahres in der Bundeshauptstadt Washington.